# Kabupaten Mamuju
Kabupaten Mamuju är ett kabupaten i Indonesien.   Det ligger i provinsen Sulawesi Barat, i den centrala delen av landet, 1 500 km öster om huvudstaden Jakarta. Antalet invånare är 336 973.